# コノコフィリップス
コノコフィリップス（ConocoPhillips Company）は、アメリカ合衆国テキサス州ヒューストンに本社を置く総合石油エネルギー企業である。
国際石油資本であり、スーパーメジャーと呼ばれる6社の内の一社である。

## 概要
旧セブン・シスターズのエクソンモービル・シェブロン・BP・シェルと共にスーパーメジャーと呼ばれる6大石油会社の1つに名を連ねている。現在では積極的に次世代エネルギーへの投資を進めている。

## 歴史
コノコ（旧コンチネンタル・オイル）とフィリップス石油が2002年8月30日に合併して設立した。
2012年、精製・販売を受け持つ下流部門がフィリップス66(NYSE：PSX）として分離・独立。
コノコフィリップスは上流部門を受け持つ企業となる。

## 旧・所有ブランド
以下のブランドは下流部門がフィリップス66として分離・独立する以前に所有していたブランドとなる。現在はフィリップス66が保有する形となっており、コノコ・フィリップスはフィリップス66の株を所有していない為、上流部門であるコノコ・フィリップスとの直接的な関係はなくなっている。
- コノコ　en:Conoco Inc.
- フィリップス66　en:Phillips 66
- 76　en:76 (Conoco Phillips) 76ルブリカンツ
- ケンドル